# Vasile Alecsandri (Tulcea)
Vasile Alecsandri (antiguamente Testemel) es una localidad rumana de la comuna de Stejaru, en el condado de Tulcea.

## Toponimia
El nombre antiguo del lugar puede encontrarse escrito como Testemelui, Testemel(ul) y Testemel. Pasó a llamarse Vasile Alecsandri.

## Historia
Hacia comienzos del siglo XX la localidad, que ya por entonces pertenecía al condado de Tulcea, formaba parte de la comuna de Ciamurli-de-Sus. y tenía contabilizada una población de 178 habitantes.
En la segunda mitad del siglo XX la localidad había pasado a pertenecer a la comuna de Stejaru. En el censo de 2021 la localidad tenía una población de 438 habitantes.